# قتل آن سرل
در سال ۲۰۱۷، استفن آنتونی سرل، نامزد انتخابات عمومی حزب استقلال انگلستان (UKIP) و عضو اخیر شورای شهرستان سافولک، همسرش را به قتل رساند و به پلیس گفت «من پسر بسیار شیطونی بودم».
سرل پس از آنکه همسرش، آن سرل، او را در حال خیانت با مادر نوه‌شان دید، آن را به قصد کشت خفه کرد. وی در ژوئیه ۲۰۱۸ به جرم قتل همسرش به حبس ابد محکوم شد و باید ۱۴ سال نیز به خدمات مشغول باشد.
وی از مه ۲۰۱۳ تا مه ۲۰۱۷ مشاور UKIP در شورای شهرستان سوفولک بود و در ژوئن ۲۰۱۷ نامزد انتخابات عمومی شد.

## پیشینه
استفان آنتونی سرل در دسامبر ۱۹۷۲ با آن سرل ازدواج کرد و صاحب سه پسر شد: گری، کریستوفر و استیوی. استفان، پسرش گری و شریک گری پومیاتیاوا همه با هم در یک سالن بولینگ در ایپسویچ کار می‌کردند.

### زندگی سیاسی
استفان سرل، ۶۴ ساله، عضو UKIP شورای شهرستان سوفولک در استان استو مارکت جنوبی بود که در مه ۲۰۱۳ انتخاب شد. وی صندلی خود را در ماه مه سال ۲۰۱۷ به رهبر شورای محافظه کار نیک گورلی باخت. وی کاندیدای UKIP در انتخابات عمومی ۲۰۱۷ برای سانفولک مرکزی و نورث ایپسویچ بود و با کسب ۱۶۳۵ رأی از میان ۵ نامزد آخر شد

## قتل
سرل کمی قبل از ساعت ۱۰٫۳۰ شب ۳۰ دسامبر ۲۰۱۷ همسرش را در خانه‌شان در بریکفیلدز، استومارکت سافولک به قتل رساند.
او به اپراتور ۹۹۹ گفت «من همین الان همسرم را کشتم»، و اینکه این «کمی اوضاع عجیب و غریبه اما می‌دانید … مهم نیست» و «الان فقط یکی از ما وجود دارد». سپس او به پلیس گفت «من پسر بسیار شیطانی بودم» و «هر کسی نقطه شکستی دارد».
هنگامی که امدادگران رسیدند، آن سرل علائم حیاتی از خود نشان نمی‌داد و علی‌رغم تمام تلاش‌ها، بلافاصله اعلام شد که او مرده‌است.
پس از کالبدشکافی که روز بعد انجام شد، مشخص شد که علت مرگ «فشار بر گردن» بوده‌است. بعداً پزشک قانونی شواهدی ارائه داد مبنی بر اینکه وی «پس از حدود هشت تا ۱۵ ثانیه فشار به گردن خود از هوش رفته» و پس از «فشار مستمر به مدت چند دقیقه» درگذشته است. استیون سرل در زمان آموزش نظامی در مورد خفه کردن چیزهایی آموخته بود.
وی در تاریخ ۲ ژانویه ۲۰۱۸ در دادگاه سافولک جنوب شرق متهم و بازداشت شد. به دلیل وخامت آن، پرونده بلافاصله به دادگاه تاج فرستاده شد.

## خیانت
استیون سرل در تابستان سال ۲۰۱۷، چند ماه قبل از قتل با آناستازیا پومیاطیوا، مادر نوه و شریک پسرش گری، رابطه داشت. سرل، پسرش گری و پومیاطیوا در یک سالن بولینگ در ایپسویچ با هم کار می‌کردند.
این ماجرا در مارس ۲۰۱۷ آغاز شد، زمانی که استفان سرل پومیاتهوا را به داخل ساختمان شورای شهرستان سوفولک دعوت کرد و اینطور که معلوم است به او گفته که مدت زیادی است که او رابطه جنسی نداشته و به او علاقه جنسی دارد. او هفته‌ها با پیگیری به دنبال رابطه جنسی بود، از جمله با ارسال عکس‌هایی از خود در حال بدن سازی. رابطه جنسی آنها از آوریل ۲۰۱۷ آغاز شد و خانواده اش در ژوئن ۲۰۱۷ از آن اطلاع پیدا کردند. استفان سرل و پومیتایوا به فرستادن عکس‌های آشکارا جنسی به یکدیگر ادامه دادند، و در نتیجه همسرش با پیدا کردن عکس‌ها متوجه این رابطه شد و پیام‌های متنی آشکار بین او و پومیاتهوا را یافت، که در آن لقب پومیاتویوا "دزا"، به معنی "دختر زیبا استیو" بود."